# Guido Fantoni
Guido Fantoni (ur. 4 lutego 1919 w Anzola dell’Emilia, zm. 28 grudnia 1974 w Bolonii) – włoski zapaśnik walczący w stylu klasycznym. Brązowy medalista olimpijski z Londynu 1948 i odpadł w eliminacjach w Helsinkach 1952. Walczył w kategorii plus 87 kg
Brązowy medalista mistrzostw świata w 1953. Mistrz igrzysk śródziemnomorskich w 1951 roku.